# روبرت إم. بوند
روبرت إم. بوند (بالإنجليزية: Robert M. Bond)‏ هو طيار أمريكي، ولد في 16 ديسمبر 1929 في ترينتون في الولايات المتحدة، وتوفي في 26 أبريل 1984 في المنطقة 52 في الولايات المتحدة.